# 38e cérémonie des AVN Awards
La 38e cérémonie des AVN Awards était un événement de remise de prix pornographique récompensant les meilleures actrices, acteurs, réalisateurs et films de l'industrie pour adultes en 2020. À cause de la pandémie de covid-19 dans le monde, la cérémonie s’est déroulé exceptionnellement en streaming sur avnstars.com,.

## Contexte et organisation
En juillet 2020, il a été annoncé que la cérémonie de remise des prix et les événements connexes généralement organisés à Las Vegas se tiendraient exceptionnellement en virtuelle en raison de la pandémie de covid-19,. Tony Rios, le président général d’AVN a déclaré : « La santé et la sécurité de nos participants et exposants sont notre priorité absolue, c'est pourquoi, par prudence, nous avons pris la décision difficile de ne pas organiser nos événements de janvier en présentielle, mais plutôt de créer une expérience numérique qui donnera aux professionnels de l'industrie et aux fans de divertissement pour adultes des opportunités uniques d'interagir en ligne ».
La cérémonie de remise des prix à lieu le 23 janvier 2021 en partenariat avec le site internet MyFreeCams et a été présentée par Kira Noir et Skyler Lo. Plusieurs sommités de l'industrie se sont joints à l'émission virtuelle depuis leur domicile à travers les États-Unis et dans des pays tels que l'Autriche, la Hongrie et l'Espagne pour une émission internationale regardée par les fans de divertissement pour adultes dans le monde entier. La diffusion s'est faite en streaming sur avnstars.com. L’AVN Adult Entertainement Expo s’est également déroulé et diffusé sur avnstars.com. Quant au GayVN Awards, ils ont eu lieu le 18 janvier exclusivement sur le site internet GayVnstars.com.

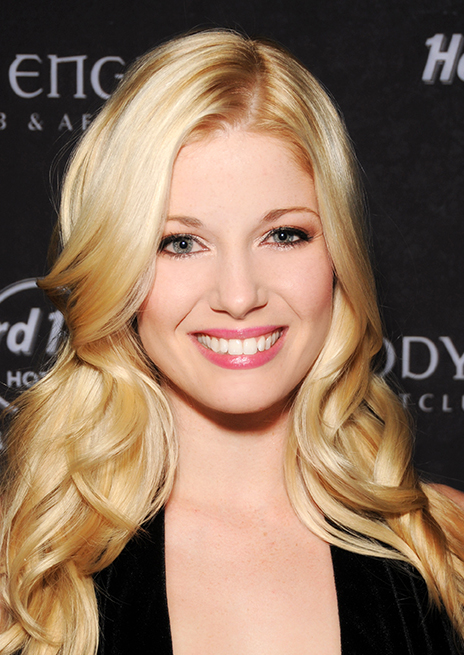
Charlotte Stokely, qui a remporté une troisième fois consécutive le prix de l'interprète lesbienne de l'année.

## Nommés et lauréats
Les nommés des 120 catégories ont été annoncées le 20 novembre 2020,.

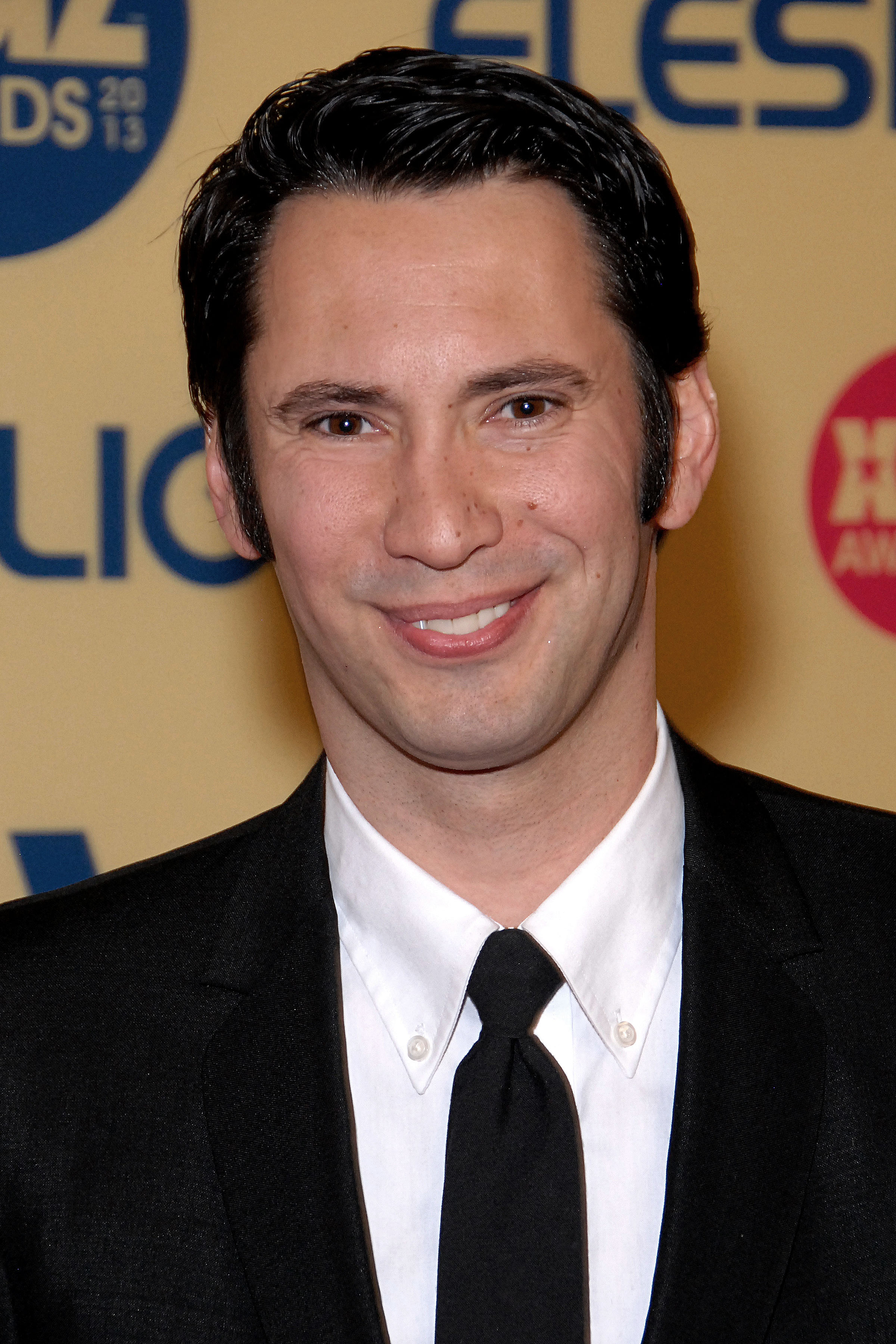
Tommy Pistol, lauréat du prix du meilleur acteur.

### Récompense majeures
Emily Willis, à 23 ans, a été nommée 17 fois et a remporté le prix de l’AVN interprète féminine de l’année (Female Performer Of The Year) en plus de huit prix supplémentaires,.

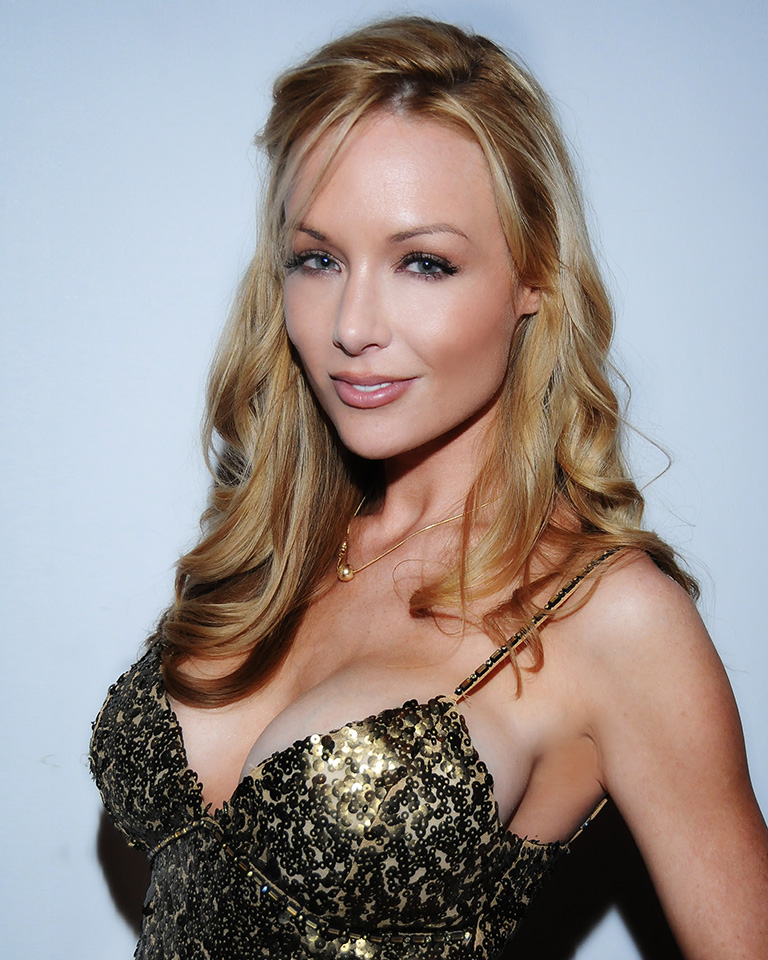
Kayden Kross, qui remporte une troisième fois consécutive le prix du réalisateur de l'année.

Avec un troisième prix consécutif de l’interprète lesbienne de l’année (All-Girl Performer Of The Year), Charlotte Stokely deviens l’interprète lesbienne la plus titré de l’histoire du trophée. La réalisatrice Kayden Kross remporte un troisième trophée consécutif du meilleur réalisateur (Best Director) et Small Hands remporte son deuxième prix à la suite de l’interprète masculin de l’année (Male Performer Of The Year).
Le prix de la nouvelle meilleure starlette (Best New Starlet) revient à Scarlit Scandal pour cette édition. A noté que Cherie DeVille remporte un troisième prix de l’interprète MILF de l’année (MILF Performer Of The Year) depuis 2018.
Les noms en gars suivi d’une ☆ désignent les lauréats :
| Interprète Féminine de l'année | Interprète Masculin de l'année |
| --- | --- |
| - Emily Willis ☆ - Adriana Chechik - Abella Danger - Gia Derza - Gianna Dior - Ana Foxxx - Emma Hix - Kenna James - Alina Lopez - Kira Noir - Kyler Quinn - Kenzie Reeves - Naomi Swann - Angela White - Jane Wilde | - Small Hands ☆ - Mick Blue - Xander Corvus - Charles Dera - Damon Dice - Markus Dupree - Manuel Ferrara - Seth Gamble - Ricky Johnson - Keiran Lee - Isiah Maxwell - Ramón Nomar - Tommy Pistol - Jax Slayher - Prince Yahshua |
| Interprète Lesbienne de l'Année | Interprète MILF de l'Année |
| - Charlotte Stokely ☆ - Jade Baker - Serena Blair - Jayden Cole - Darcie Dolce - Kendra James - Shyla Jennings - Ashlee Juliet - Mary Moody - Prinzzess - Milana Ricci - Sabina Rouge - Scarlett Sage - Serene Siren - Molly Stewart | - Chérie DeVille ☆ - Alexis Fawx - Reagan Foxx - Ryan Keely - McKenzie Lee - Brandi Love - Lexi Luna - Krissy Lynn - Texas Patti - London River - Sarah Vandella - Dee Williams - Britney Amber - Bridgette B - Syren De Mer |
| Réalisateur(trice) de l'Année | Meilleure Nouvelle Starlette |
| - Kayden Kross ☆ - Mason - Pat Myne - Eddie Powell - Mike Quasar - Jacky St. James - Chris Streams - Paul Woodcrest - Missa X - James Avalon - Kay Brandt - Axel Braun - Manuel Ferrara - Ricky Greenwood - Jules Jordan | - Scarlit Scandal ☆ - Adira Allure - Jewelz Blu - Avery Cristy - Brooklyn Gray - Kiarra Kai - Sky Pierce - Natalie Porkman - LaSirena69 - Bella Rolland - Jessie Saint - Lana Sharapova - Savannah Sixx - Alexis Tae - Skylar Vox |
| Meilleure Actrice | Meilleur Acteur |
| - Angela White dans Seasons pour AllHerLuv ☆ - Evelyn Claire dans Romantic Charades pour AllHerLuv - Lotus Lain dans Chemistry Eases the Pain pour Pink and White Productions - Alina Lopez dans Fertile (f. Under the Bed Vol. 2) pour Pure Taboo/Pulse - Avi Love dans Another Life 2 pour AllHerLuv - Kenzie Reeves dans A Beautiful Mistake pour MissaX - Kendra Spade dans What Set Us Apart (f. True Lesbian) pour Adult Time/Pulse - Khloe Kapri dans Krazy Khloe (f. Social Experiment)pour PornFidelity/Kelly Madison/Juicy - Demi Sutra dans Afrodisiac: A Demi Sutra Story pour Pure Taboo/AdultTime.com - Emily Willis dans Nymphomania: An Emily Willis Story pour Pure Taboo/AdultTime.com | - Tommy Pistol dans Another Life pour MissaX ☆ - Dick Chibbles dans The Real Me pour Pure Taboo/Pulse - Stirling Cooper dans The Specialist pour MissaX - Charles Dera dans Nice Girls Finish Last (f. Cutting the Cord: A Jane Wilde Story) pour Pure Taboo/Pulse - Johnny Goodluck dans No One Was Supposed to Be Here pour Pure Taboo/AdultTime.com - Steve Holmes dans Afrodisiac: A Demi Sutra Story pour Pure Taboo/AdultTime.com - Alex Jones dans No More Mr. Nice Guy (f. It's Complicated) pour Bellesa/Mile High - Tyler Nixon dans A Beautiful Mistake pour MissaX - Logan Pierce dans Chemistry Eases the Pain pour Pink and White Productions - Michael Vegas dans Three's a Crowd? pour MissaX |
| Interprète Féminine Étrangère de l'Année | Interprète Masculin Étranger de l'Année |
| - Clea Gautier ☆ - Angelika Grays - Jasmine Jae - Anissa Kate - Tina Kay - Nelly Kent - Cherry Kiss - Jia Lissa - Liya Silver - Sybil - Tiffany Tatum - Little Caprice - Alexis Crystal - Anna de Ville - Cassie Del Isla | - Rocco Siffredi ☆ - Mike Angelo - Alberto Blanco - Marcello Bravo - Kristof Cale - Christian Clay - Danny D - Charlie Dean - Dorian Del Isla - Erik Everhard - Angelo Godshack - Freddy Gong - Vince Karter - Joss Lescaf - Jay Snakes |
| Meilleure Actrice Principale | Meilleur Acteur Principale |
| - Maitland Ward dans Muse Pour Deeper ☆ - Aiden Ashley dans A Killer on the Loose pour Missa X/Pulse - Cherie DeVille dans 40 Years Old, Comes to Life pour Dorcel/Wicked - Ana Foxxx dans Primary pour Lust Cinema - Kimmy Granger dans Vacation in Purgatory pour Digital Playground/Pulse - Madison Ivy dans No Mercy for Mankind pour Digital Playground/Pulse - Lacy Lennon dans Alien Rhapsody pour Girlfriends Films - Cadence Lux dans The Producer II pour AllHerLuv - Naomi Swann dans My Sinful Valentine pour Sweet Sinner/Mile High - Mona Wales dans Pushing Boundaries pour MissaX | - Seth Gamble dans A Killer on the Loose pour MissaX/Pulse ☆ - Quinton James dans The Seductress pour Sweet Sinner/Mile High - Ryan Mclane dans Pushing Boundaries pour MissaX - Tyler Nixon dans Don't Say a Word pour MissaX/Pulse - Derrick Pierce dans Primary pour Lust Cinema - Tommy Pistol dans iLove pour Wicked Passions - Michael Vegas dans Out With a Bang pour Digital Playground/Pulse - Chad White dans Who's Your Daddy? pour MissaX/Pulse - Nathan Bronson dans My Sinful Valentine pour Sweet Sinner/Mile High - Danny D. dans No Mercy for Mankind pour Digital Playground/Pulse |
| Meilleure Actrice dans un second rôle | Meilleur Acteur dans un second rôle |
| - Kira Noir dans Primary pour LustCinema ☆ - Joanna Angel dans The Path to Forgiveness pour AllHerLuv/Pulse - Vanna Bardot dans A Killer on the Loose pour MissaX/Pulse - Adriana Chechik dans Muse pour Deeper - Kenna James dans Pushing Boundaries pour MissaX - Avi Love dans The Ex-Girlfriend Debacle pour GirlGirl/Jules Jordan - Penny Pax dans Primary pour Lust Cinema - Demi Sutra dans Prison Heat pour Sweetheart/Mile High - Daisy Taylor dans The Path to Forgiveness pour AllHerLuv/Pulse - Whitney Wright dans The Producer II pour AllHerLuv | - Xander Corvus dans The Summoning pour Digital Playground/Pulse ☆ - Damon Dice, Stranger Than Fiction, Wicked Pictures - Small Hands, Primary, Lust Cinema - Lance Hart, Some TS Like It Hot, TransSensual/Mile High - Scott Nails, Exit 118, Digital Playground/Pulse - Brad Newman, Don't Say a Word, MissaX/Pulse - Zac Wild, Catfished 2, Sweet Sinner/Mile High - Brad Armstrong, Finding Rebecca, Wicked Pictures - Dante Colle, A Killer on the Loose, MissaX/Pulse - Stirling Cooper, Obsessed, Sweet Sinner/Mile High |
| Meilleur Court-métrage | Meilleure Production Étrangère |
| - Fashionitas pour EvilAngel.com ☆ - Keep Your Family Close pour Pure Taboo/Pulse - Mirror Game pour Sssh.com - Mom's Not Coming Back de Sweetheart pour Pure Taboo/AdultTime.com - Romantic Charades pour AllHerLuv - Transgressions: A Sovereign Syre Story pour Pure Taboo/AdultTime.com - What Set Us Apart (f. True Lesbian) pour Adult Time/Pulse - Writer's Block (f. Social Experiment) pour PornFidelity/Kelly Madison/Juicy - A Beautiful Mistake pour MissaX - Chemistry Eases the Pain pour Pink and White Productions | - Impluses de Dorcel ☆ - Jacky, Jacquie et Michel Elite - Love Is Blind pour JoyBear/Pulse - Manuel's Euro Tour: Paris pour Jules Jordan Video - No Mercy for Mankind pour Digital Playground/Pulse - Sicalipsis pour Union/Canal+ - Super Host pour Lightsouthern/Pure Play - Bikini Models pour Scarlett Revell/Adult Source - Harmony's Extreme pour Harmony Films - I Fucking Love Berlin pour ZoZo/Evil Angel |
| Meilleur Effets Spéciaux | Meilleure Bande Originale |
| - Paranormal pour Girl/Girl et Jules Jordan ☆ - Elf pour UnrealPorn.com - Fetish Dreamland pour SevereSexFilms.com - Lana pour BurningAngel Entertainment - Mirror Game pour Sssh.com - No Mercy for Mankind pour Digital Playground/Pulse - Out With a Bang pour Digital Playground/Pulse - The Summoning pour Digital Playground/Pulse - T-Girl Space Pirates pour Bad Girl Mafia/Joy - Take My Soul pour MeanaWolf.com | - Lana pour BurningAngel Entertainement ☆ - Lesbian Rockstars pour GirlGirl/Jules Jordan - Muse pour Deeper - Oiled & Spoiled 2 pour Belladonna/Evil Angel - Primary pour Lust Cinema - Sicalipsis pour Union/Canal+ - The Summoning pour Digital Playground/Pulse - Girlcore: The Complete Second Season pour Adult Time/Pulse - Jacky, Jacquie et Michel Elite - Jane's Anal Addiction pour Darkko/Evil Angel |
| Meilleure Montage | Muse pour Deeper |
| Meilleure Réalisation (comédie) | Cougar Queen: A Tiger King Parody de Girlsway Productions avec Casey Calvert et Eli Cross |
| Meilleure Réalisation (drame) | Muse, Kayden Kross |
| Meilleure Réalisation (production étrangère) | A Perfect Woman de Dorcel/Wicked, Hervé Bodilis |
| Meilleure Production (production non-narrative) | The Insatiable Emily Willis de Jules Jordan Video, Jules Jordan |
| Meilleure Réalisateur (contenus web) | Laurent Sky pour Vixen.com/Tushy.com/Blacked.com |
| Meilleure Scène de sexe Lesbien | Paranormal de GirlGirl/Jules Jordan, avec Emily Willis, Riley Reid et Kristen Scott |
| Meilleur Film ou Anthologie Lesbien | Paranormal de GirlGirl/Jules Jordan |
| Meilleur Site ou Série Lesbien | Women Seeking Women de Girlfriends Films |
| Meilleur Film ou Anthologie Anal | The Art of Anal Sex 11 de Tushy/Pulse |
| Meilleur Site ou Série Anal | Anal Angels de Tushy/Pulse |
| Meilleure Scène de sexe Anal | Rocco's Back to America for More Adventures de Rocco Siffredi/Evil Angel avec Jane Wilde & Rocco Siffredi |
| Meilleure Direction Artistique | Muse de Deeper |
| Meilleur Film ou Anthologie de BDSM | Mistress Maitland de Deeper/Pulse |
| Meilleur Scène de Blowbang | Emily Willis 10 Man Blowbang (f. Facialized 7) de Hard X/O.L. Entertainment avec Emily Willis |

## Intronisation a l'AVN Hall Of Fame
Les intronisées 2021 sont :
- Branche Vidéaste : Chanel, David Perry, Dee, Derek Dozer, Diana DeVoe, Eddie Powell, Ernest Greene, George Uhl, Jenteal, Long Jeanne Silver, Marie Luv, Mason, Sal Genoa, Tristan Seagal et Tyler Knight[11].
- Branche Executive : David Diamond, Joey Gabra, Lewis Adams, Mike Moz et Sam Rakowski[11].